# J. T. Petty
J. T. Petty (* 28. února 1977 Raleigh, Severní Karolína) je americký filmař a autor videoher. Jeho film a krátké romány obsahují prvky hororového žánru. Jako scenárista videoher Tom Clancy's Splinter Cell a jejího pokračování Tom Clancy's Splinter Cell: Pandora Tomorrow společnosti Ubisoft vytvořil postavu Sama Fishera. Napsal také survival horory Outlast a Outlast 2.

## Filmografie
| Rok  | Film                   | Funkce                         | Poznámky    |
| ---- | ---------------------- | ------------------------------ | ----------- |
| 1999 | Final Rinse            | Koordinátor výroby             |             |
| 1999 | Wirey Spindell         | Asistent výroby                |             |
| 2000 | Hamlet                 | Další asistent produkce        |             |
| 2001 | Soft for Digging       | Režie, scénář, produkce, střih |             |
| 2003 | Mimic 3: Sentinel      | Režie, scénář                  |             |
| 2006 | S&Man                  | Režie, scénář                  |             |
| 2007 | Murder Party           | Poděkování tvůrců              |             |
| 2008 | The Burrowers          | Režie, scénář                  |             |
| 2009 | Blood Red Earth        | Režie, scénář, produkce        | Krátký film |
| 2009 | The House of the Devil | Speciální poděkování           |             |
| 2012 | Hellbenders            | Režie, scénář                  |             |
| 2013 | I Used to Be Darker    | Speciální poděkování           |             |
| 2021 | Malignant              | Nepřipisovaná práce na scénáři |             |

## Videohry
- 2001: Batman: Vengeance
- 2002: Tom Clancy's Splinter Cell
- 2004: Tom Clancy's Splinter Cell: Pandora Tomorrow
- 2005: Batman Begins[zdroj?]
- 2011: Homefront
- 2013: Outlast
- 2014: Outlast: Whistleblower
- 2014: The Walking Dead: Season Two
- 2015: Minecraft: Story Mode
- 2017: Outlast 2